# Kolonia karna

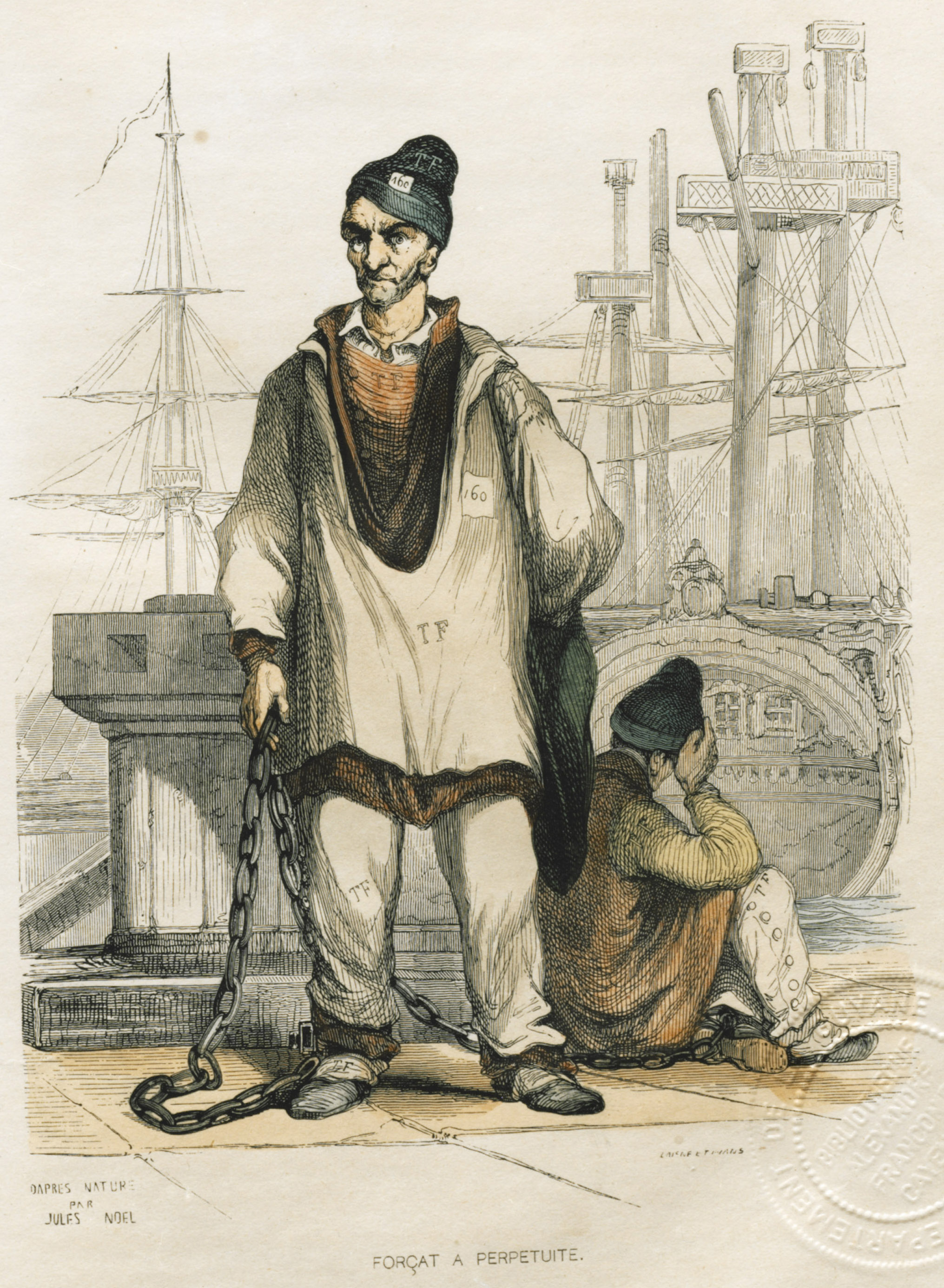
Skazany na kolonię karną (I połowa XIX w.)

Kolonia karna – wydzielony obszar, często odległe terytorium np. zamorskie, przeznaczone do przetrzymywania skazanych w izolacji od społeczeństwa.
Klasycznym przykładem kolonii karnych w historii są kolonie karne w Australii w XVIII i XIX wieku i francuska kolonia karna na Wyspie Diabelskiej.
Także obecnie znane są kolonie karne, np. w Rosji w Krasnokamieńsku przy granicy z Mongolią.